# Wiesen am Max-Clemens-Kanal
Koordinaten: 52° 10′ 4″ N, 7° 28′ 1″ O

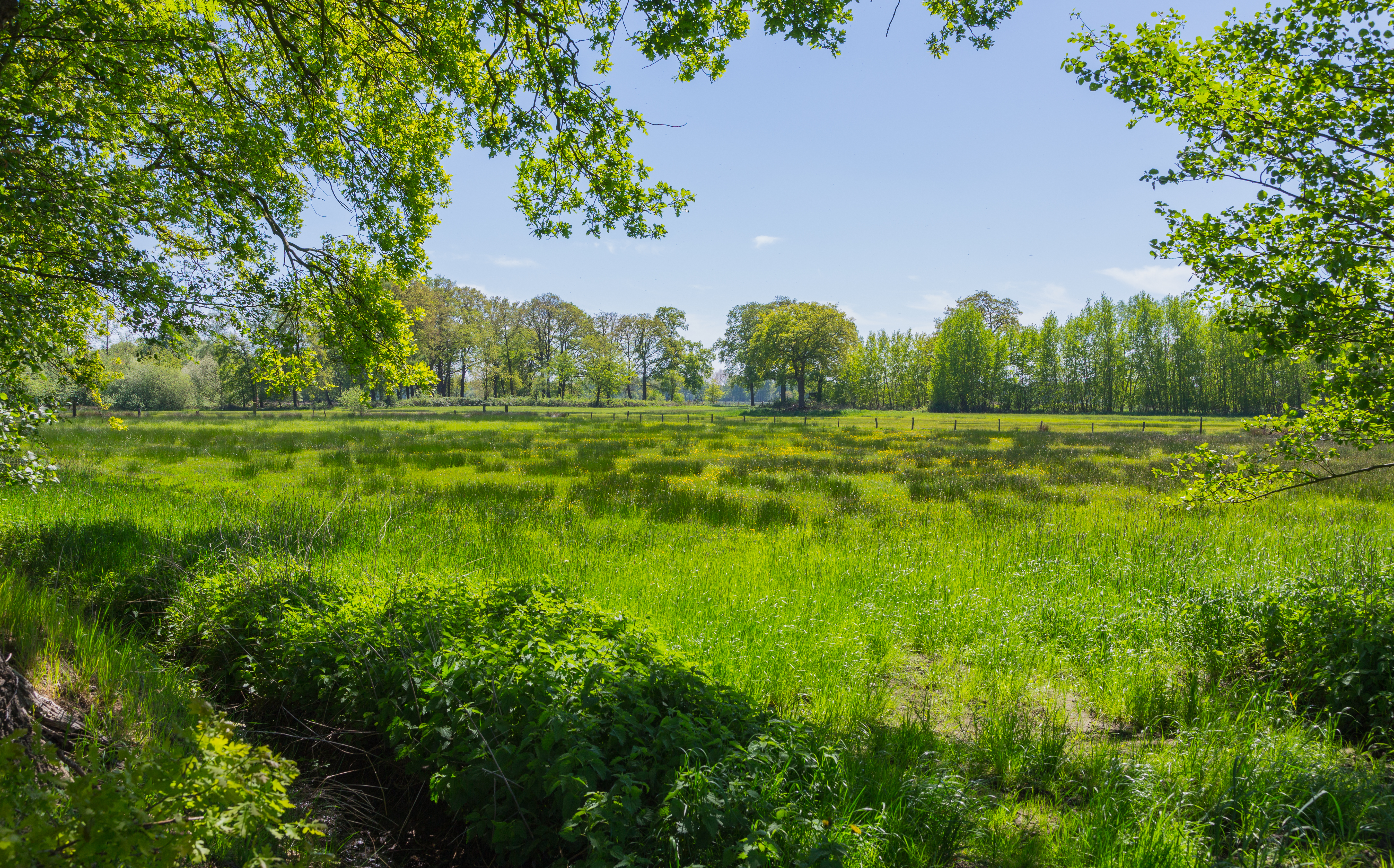
Naturschutzgebiet Wiesen am Max-Clemens-Kanal (Mai 2018)

Das Naturschutzgebiet Wiesen am Max-Clemens-Kanal liegt auf dem Gebiet der Stadt Emsdetten im Kreis Steinfurt in Nordrhein-Westfalen. Das aus vier Teilflächen bestehende Gebiet erstreckt sich westlich der Kernstadt Emsdetten. Am nördlichen Rand des Gebietes verläuft die Landesstraße L 583 und südlich die L 590. Nördlich erstreckt sich das 341,7 ha große Naturschutzgebiet Emsdettener Venn und westlich das 98,0 ha große Naturschutzgebiet Borghorster Venn.

## Bedeutung
Für Emsdetten ist seit 1988 ein 160,135 ha großes Gebiet unter der Kenn-Nummer ST-002 als Naturschutzgebiet ausgewiesen. Das Gebiet wurde unter Schutz gestellt zur Erhaltung, Entwicklung und Wiederherstellung von Lebensgemeinschaften und Biotopen, insbesondere von seltenen und z. T. stark gefährdeten landschaftsraumtypischen Pflanzen- und Tierarten in einem ehemaligen Heidegebiet und von seltenen, zum Teil gefährdeten Wat- und Wiesenvögeln, Amphibien und Wirbellosen sowie Pflanzen und Pflanzengesellschaften des offenen Wassers und des feuchten Grünlandes.
Das Naturschutzgebiet ist Teil des Europäischen Vogelschutzgebiets „Feuchtwiesen im nördlichen Münsterland“.